# Sergi Miras i Valero
Sergi Miras i Valero (Barcelona, 20 de febrer de 1986) és un jugador d'hoquei sobre patins català, que juga des de la temporada 2017/18 a les files de l'Hockey Club Liceo de La Corunya.
Miras feu el salt a l'hoquei professional amb el Cerdanyola CH, per a continuar a les files de l'HC Sentmenat i, posteriorment integrar l'any 2004 l'equip del FC Barcelona, amb qui debutà a la màxima categoria estatal de l'hoquei sobre patins. A l'equip blaugrana s'adjudicà un gran nombre de títols com ara dues lligues espanyoles, una copa espanyola, dues supercopes espanyoles, una copa d'Europa, una copa de la CERS, dues copes continentals i una copa intercontinental. Encara a les files de l'equip de Barcelona fou cedit la temporada 2006/07 al PAS Alcoi i la 2007/08 al Cerdanyola CH. Un cop finalitzat el període de cessió, fitxà pel CP Sitges i el CP Vilafranca, una temporada a cada un. L'any 2010 fitxà per a dues temporades amb l'equip gallec de l'HC Liceo, amb el qui guanyà novament la copa d'Europa, però en aquest cas en dues ocasions. L'any 2012 retornà al FC Barcelona i amplià el seu palmarès amb una supercopa espanyola. L'any 2013 s'incorporà a les files del CE Vendrell per a tres temporades i guanyà una copa espanyola i una lliga catalana. En acabat, l'any 2016 fitxà per l'SL Benfica i passà a competir per primera vegada a lliga portuguesa. A la temporada següent retornà novament a l'equip gallec, equip en el qual es troba actualment.
A nivell internacional, fou convocat en diverses ocasions, tant a la selecció catalana com a la selecció espanyola. Amb aquesta darrera fou campió d'Europa juvenil i júnior, i guanyà un Campionat del Món sub-20 i una Copa Llatina. També jugà l'OK Stars de 2010, competició en la qual guanyà el concurs de precisió.

## Palmarès

### FC Barcelona
- 1 Copa intercontinental (2006)
- 2 Copes continentals (2005 i 2006)
- 1 Copa d'Europa (2004/05)
- 2 Copa de la CERS (2005/06, 2021/22)
- 3 Supercopes espanyoles (2005, 2006 i 2012)
- 2 OK Lligues / Lligues espanyoles (2004/05 i 2005/06)
- 1 Copa del Rei / Copa espanyola (2005/06)

### HC Liceo
- 2 Copes d'Europa (2010/11 i 2011/12)

### CE Vendrell
- 1 Copa del Rei / Copa espanyola (2014)
- 1 Lliga catalana (2015/16)

### Selecció espanyola
- 1 Copa llatina
- 1 Campionat del Món sub-20
- 1 Campionat d'Europa juvenil
- 1 Campionat d'Europa júnior